# Юрасово (Брянская область)
Юрасово — село в Карачевском районе Брянской области, административный центр Бошинского сельского поселения. 
 Расположено в 5 км к югу от города Карачева, на левом берегу Снежети. Население — 481 человек (2010).
Имеется отделение почтовой связи.

## История
Село основано не позднее второй половины XVI века. Впервые упоминается в 1614 году как «деревня Юдина, а Хотетовская то же» в составе Подгородного стана Карачевского уезда. Бывшее владение Юрасовых, Хотяинцовых, Литвинкиных. В 1773 году вместо прежнего деревянного храма Святителя Николая построен каменный храм Казанской иконы Божьей Матери (сохранился; в настоящее время — действующий).
До 1929 года входило в Карачевский уезд (с 1861 до 1924 — в составе Бошинской волости, с 1924 в Вельяминовской волости). В конце XIX века работал винокуренный завод; в 1898 была открыта школа грамоты.
С 1929 в Карачевском районе; до 1954 года — центр Юрасовского сельсовета, позднее в Бошинском сельсовете (с 1980-х гг. являлось его центром).

## Население
| Годы      | 1866 | 1878 | 1887 | 1926 | 1979 | 1989 | 2002 | 2010 |
| --------- | ---- | ---- | ---- | ---- | ---- | ---- | ---- | ---- |
| Население | 306  | 374  | 391  | 673  | 597  | 482  | 461  | 481  |